# Jean-Baptiste-Siméon Chardin
Jean-Baptiste-Siméon Chardin (2 tháng 11 năm 1699 - 6 tháng 12 năm 1779) là họa sĩ người Pháp thế kỷ XVIII, được coi là bậc thầy vẽ tranh tĩnh vật. Ngoài ra ông cũng được biết đến với những đề tài vẽ người, những hoạt động, cảnh sinh hoạt làm việc.